# Ladd
Ladd és una població dels Estats Units a l'estat d'Illinois. Segons el cens del 2000 tenia 1.313 habitants.

## Demografia
Segons el cens del 2000, Ladd tenia 1.313 habitants, 559 habitatges, i 375 famílies. La densitat de població era de 426 habitants/km².
Dels 559 habitatges en un 27,7% hi vivien nens de menys de 18 anys, en un 57,8% hi vivien parelles casades, en un 6,8% dones solteres, i en un 32,9% no eren unitats familiars. En el 29,9% dels habitatges hi vivien persones soles el 16,6% de les quals corresponia a persones de 65 anys o més que vivien soles. El nombre mitjà de persones vivint en cada habitatge era de 2,35 i el nombre mitjà de persones que vivien en cada família era de 2,92.
Per edats la població es repartia de la següent manera: un 23% tenia menys de 18 anys, un 7,5% entre 18 i 24, un 28,8% entre 25 i 44, un 20,6% de 45 a 60 i un 20% 65 anys o més.
L'edat mediana era de 39 anys. Per cada 100 dones de 18 o més anys hi havia 88,6 homes.
La renda mediana per habitatge era de 41.029 $ i la renda mediana per família de 49.783 $. Els homes tenien una renda mediana de 38.125 $ mentre que les dones 23.750 $. La renda per capita de la població era de 21.696 $. Aproximadament el 3,2% de les famílies i el 4,9% de la població estaven per davall del llindar de pobresa.

## Poblacions més properes
El següent diagrama mostra les poblacions més properes.